# لويد باترسون
لويد باترسون (بالإنجليزية: Lloyd Patterson)‏ هو لاعب كرة قدم كندية أمريكي، ولد في 26 مايو 1957.

## وصلات خارجية
- لويد باترسون على موقع JustSportsStats.com (الإنجليزية)
- لويد باترسون على موقع كلية كرة القدم في سبورتس رفرنس.كوم (الإنجليزية)